# Franz Schmidt
Franz Schmidt (Austerliz, hoy Slavkov u Brna, *1751 – Viena, 28 de septiembre de 1834) fue un jardinero y botánico alemán, especializado en las espermatófitas.

## Biografía
Se formó como jardinero en el jardín del arzobispo von Kremsier y viajó a Francia, Inglaterra y los Países Bajos de 1769 a 1773 con el apoyo de Wenzel Anton von Kaunitz-Rietberg, de quien se convirtió en jardinero de la corte de Viena en 1773. Después de la muerte de Kaunitz, permaneció al servicio de su hijo Ernst Christoph von Kaunitz-Rietberg. Después de su muerte en 1797, se convirtió en profesor de jardinería en la reabierta Theresianum y se hizo cargo de la gestión de sus jardines, incluido un arboreto recién creado. En 1807 también se convirtió en profesor de botánica del príncipe heredero Fernando I de Austria.
Es conocido por su libro ilustrado Österreichs Bäume, que apareció en tres volúmenes entre 1792 y 1800, con un cuarto volumen en 1822, la última parte apareció después de la muerte de Schmidt en 1839 (publicado por Leopold Trattinnick).

## Publicaciones
Se poseen 138 registros IPNI de sus identificaciones y nombramientos de nuevas spp.;publicanod habitualmente en :  Flora; Arch. Gewaechs.; Anleit. Ahornart.; Vilm. Blumengärtn.; Monog. Acon.; Notizbl. Bot. Gart. Berlin-Dahlem; Gartenflora; Rev. Hortic.; Fl. Boem. Cent.; Consp. Fl. Eur.; Belgique Hort.; Denkr. Kön. Akad. Wiss. Münch.
- La abreviatura «Schmidt» se emplea para indicar a Franz Schmidt como autoridad en la descripción y clasificación científica de los vegetales.[2]